# Echipa națională de baschet feminin a României

Stema echipei naționale de baschet feminin a României

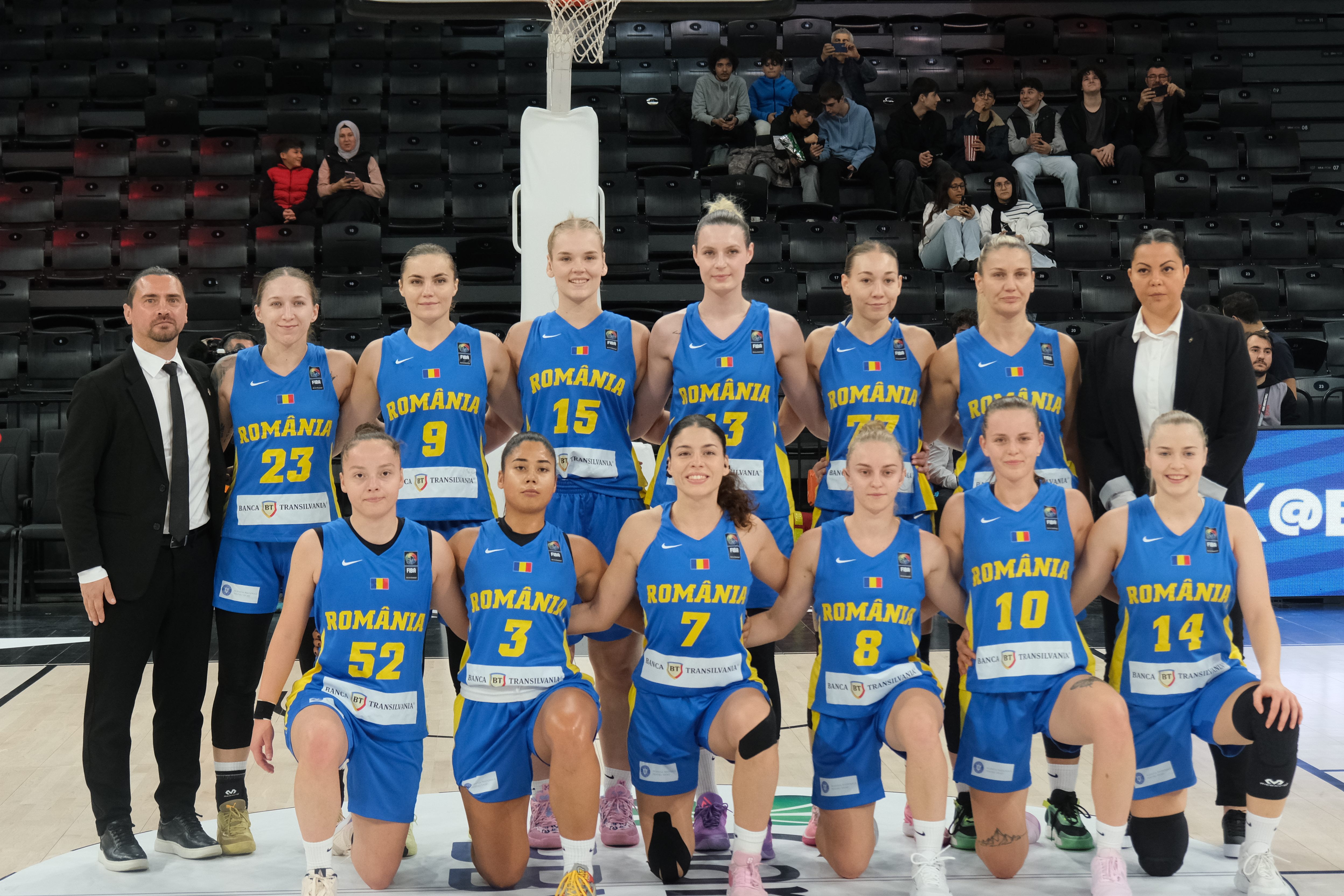
Echipa României în noiembrie 2024

Echipa națională de baschet feminin a României, este o selecție a celor mai bune baschetbaliste românce. Este administrată de Federația Română de Baschet și reprezintă România în competițiile internaționale de baschet organizate de FIBA.

## Istoric
Deși România a fost una dintre țările fondatoare ale FIBA în Europa în 1932, echipa națională nu a strâns niciodată medalii la competițiile internaționale.
Nu a participat niciodată la Jocurile Olimpice, dar a atins cele mai bune poziții ale sale în 1959 cu singura participare la Campionatele Mondiale, unde a obținut locul șase, iar în prima jumătate a anilor '60, unde la Campionatele Europene, a obținut de trei de ori consecutiv, locul patru.
Prezență fixă în anii șaptezeci și optzeci, a avut un declin tehnic de-a lungul anilor nouăzeci, ceea ce a ținut-o departe de scenele internaționale de vârf.
A reapărut la Campionatele Europene din 2005 și 2007.

## Rezultate în competiții internaționale

### Campionatul mondial
- 1959 - 6

### Campionatul european
- 1950 - 7
- 1952 - 10
- 1956 - 10
- 1960 - 6
- 1962 - 4
- 1964 - 4
- 1966 - 4
- 1968 - 8
- 1970 - 8
- 1972 - 5
- 1974 - 6
- 1976 - 9
- 1978 - 8
- 1980 - 8
- 1981 - 8
- 1983 - 9
- 1985 - 9
- 1987 - 11
- 1995 - 9
- 2001 - 12
- 2005 - 12
- 2007 - 13
- 2015 - 19

## Selecționeri
- Florin Nini - (2014-15)
- Miroslav Popovic - (2016)
- Dragan Petričević - (2017-2019)
- Ayhan Avci - (2019-prezent)